# 贝斯克提甲龙属
贝斯克提甲龙（属名：Bissektipelta，意为“贝斯克提的盾甲”）是甲龙亚科装甲类恐龙的一个属，生存于晚白垩世期间的亚洲，化石发现于当今乌兹别克斯坦的贝斯克提组。贝斯克提甲龙是个单型属，仅包含模式种阿氏贝斯克提甲龙（B. archibaldi）。

## 发现历史
1998年9月，乌斯别克－俄罗斯－英国－美国联合项目挖出一个甲龙类脑壳。2002年，亚历山大·阿韦里亚诺夫（Alexandr Averianov）根据此发现命名安吐龙的第二个种：阿氏安吐龙（Amtosaurus archibaldi），种名致敬领导作出挖掘工作的URBAC（乌兹别克斯坦、俄罗斯、英国、美国＆加拿大）项目的詹姆斯·大卫·阿奇博尔德（James David Archibald）。
正模标本兼唯一已知标本ZIN PH 1/6收集于札拉库度克（Dzharakuduk）的贝斯克提组，地质年龄为土仑阶晚期至科尼亚克阶。标本包括一个保存完好、完全骨化且含部分颅顶的脑壳及孤立牙齿和皮内成骨。
2004年，乔里安·帕里（Jolyon Parish）和保罗·巴雷特（Paul Barrett）断定安吐龙的模式种巨型安吐龙是个疑名。这表明没有其它物种可以有效归入该属，阿氏安吐龙则应重新归入一个新的分类单元。他们将该物种重新命名为贝斯克提甲龙，属名组合发现地层名和拉丁语pelta（意为小盾），后者衍生自希腊语peltè（意为盾）。模式种是原来的A. archibaldi，但新组合为阿氏贝斯克提甲龙（Bissektipelta archibaldi）。
库兹明和同事于2020年将两个额外标本归入该属，包括 ZIN PH 281/16（一个较小但保存完好的部分脑壳，一些骨骼之间有开放的骨缝）和ZIN PH 2329/16（另一个与正模大小相似的脑壳，在沉积层中轻微受损及混杂。）

## 描述
帕里和巴雷特指出该属的一些鉴别特征，其中之一是自衍征即独特衍生特征。颅顶顶端存在凹陷，这些凹陷共同组成一个截短的“Y”形，并分隔扁平重塑骨组织的三个多边形区域。这些凹陷显示了颅骨上皮内成骨的位置。阿韦里亚诺夫2002年提出阿氏安吐龙与巨型安吐龙不同的三个特征。脑壳有三个舌下神经出口（第七脑神经）而非两个。基枕骨和基蝶骨腹侧之间还有一个更窄更靠后的90°角，位于基翼突上。2004年，这些特征不再被视为是独特，但三条通道被视为罕见。

## 分类
2002年描述时，阿韦里亚诺夫将阿氏安吐龙归入甲龙科。帕里和巴雷特认为没有证据将其归入这种准确的位置，并将新属贝斯克提甲龙归入更笼统的甲龙亚目。然而维多利亚·阿尔布尔和菲力·柯里确认了其在甲龙科中的位置。库兹明和同事根据许多颅骨特征将该属置于衍生甲龙亚科的基干位置，并确认其有效的分类地位。

## 古生物学
2019年，阿里法诺夫和萨维列夫重新描述脑壳，指出贝斯克提甲龙嗅觉发达、听力和视力差、味觉敏感度好、拥有杂食性及不寻常的滤食能力。此外，与其它甲龙类物种相比，贝斯克提甲龙大脑结构非常原始。2020年，伊凡·库兹明和同事详细描述并检视贝斯克提甲龙脑壳标本。他们利用CT扫描对脑腔内模进行3D重建，发现贝斯克提甲龙大脑有相当一部分被嗅球占据，证实其嗅觉非常发达。颅顶周围许多细小的血管沟、脑壳侧壁和脑血管在大脑周围形成一个复杂的网，可用于血流及热交换生理机制的重新分配，以冷却大脑并保持最佳温度。此外内耳耳蜗管长度表明贝斯克提甲龙和许多其它甲龙类适合100至3000赫之间的低频听力。更衍生的甲龙亚科耳蜗中伸长的耳蜗管似乎表明这些特征适合在低频率下增强听力。